# Francisco Reiter
Francisco Leopoldo Reiter y Elze (también Reyter) (Oviedo, Asturias, 1736-Íd.,1801 o 1813) Fue un pintor barroco asturiano, aunque otros autores lo inscriben en el Neoclasicismo.

## Biografía
Era hijo de Guillermo Reiter, un sastre de origen alemán asentado en Oviedo, y de Catalina Elze, originaria de Toledo. Contrajo matrimonio con Francisca Fernández.
Su formación se podría considerar autodidacta, aunque sus primeros pasos artísticos los dio en el taller de Simón de Miranda Herrera, un dorador de la ciudad ovetense. Su personalidad histórica y profesional fue muy importante en el Oviedo de la época. De su fama como creador y personaje público dan fe los documentos conservados sobre él y su prolífica obra, la cual estaba destinada a distinguidos personajes como Joaquín José Queipo de Llano y Quiñones (el V Conde Toreno) o el obispo González Pisador, así como instituciones eclesiásticas de la importancia de la Catedral de Oviedo o los monasterios de San Vicente (Oviedo) y el de Valdediós (Villaviciosa), e instituciones sociales como el Ayuntamiento o la Universidad de Oviedo. También trabajó para la nobleza rural asturiana y para las clases acomodadas urbanas. En 1771 intentó ser aprobado como pintor en la Academia de San Fernando, pero no lo logró.

## Influencias y estilo
Su obra se desarrolló sobre una gran variedad de géneros (retratos, series narrativas de santos, pinturas devocionarias, murales al temple, cuadros de altar...), y utilizó prácticamente todas las técnicas artísticas.
Estudió el trabajo de los mayores maestros de la época a los que podía tener acceso en Asturias, revisó las estampas y grabados que hasta él llegaban y admiró la obra de Francisco Martínez Bustamante, del que fue discípulo y al cual llegó a copiar. A pesar de su alta capacidad para el uso del color y de las composiciones descriptivas (tal y como se aprecia en Nuestra Señora de Covadonga, una obra que destaca por sus colores potentes y brillantes), siempre pareció ajeno a las modas artísticas de su época.
A Reiter se debe la elaboración del primer plano de la ciudad de Oviedo, en 1776, publicado en el Atlas geográfico de España, de Tomás López de Vargas, en 1804.

## Obras
- Retrato de Justo de la Mar Carrió Hevia, h. 1760 - 1770. Museo Jovellanos, Gijón.
- Nuestra Señora de Covadonga, 1776. Colegio de Abogados de Oviedo.
- Retrato del obispo don Agustín González Pisador, 1781. Museo de la Iglesia, Oviedo.
- Profesión de san Bernardo en Cîteaux. Museo de Bellas Artes de Asturias, Oviedo.
- Retrato del cardenal Cienfuegos, Catedral de Oviedo.
- Predela del crucero de la Epístola en San Tirso el Real (Oviedo).
- Nombramiento de San Bernardo como abad de Claraval y La Virgen María, San Benito y San Lorenzo intercediendo por la salud de San Bernardo. Capilla de La Balesquida, Oviedo (estas dos obras, así como la que se encuentra el Museo de Bellas Artes de Asturias, originalmente pertenecían a una serie de diecisesis óleos pintados para el monasterio de santa María de Valdediós que trataban la vida de San Bernardo de Claraval).